# کیوانا چانی
کیوانا چانی (انگلیسی: Quianna Chaney؛ زادهٔ ۱۴ آوریل ۱۹۸۶) بازیکن بسکتبال اهل ایالات متحده آمریکا است.